# Millvina Dean

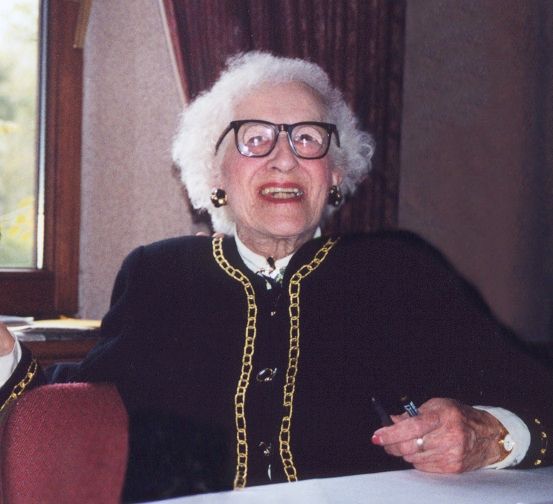
Millvina Dean în aprilie 1999

Millvina Dean (n. 2 februarie 1912, Branscombe⁠(d), East Devon, Anglia, Regatul Unit al Marii Britanii și Irlandei – d. 31 mai 2009, Ashurst⁠(d), Ashurst and Colbury⁠(d), Anglia, Regatul Unit) a fost ultima supraviețuitoare a naufragiului vasului „Titanic”, scufundat pe 15 aprilie 1912. Millvina Dean s-a aflat la bordul vasului „Titanic” la vârsta de 9 săptămâni. Părinții săi erau
emigranți englezi și călătoreau spre Wichita, Kansas, Statele Unite ale Americii.

## Familia
Millvina Dean a fost născută în data de 2 februarie 1912, în Branscombe, Anglia, din Bertram Frank Dean (1886-1912) și Georgette Eva Light (1879-1975). A avut un frate mai mare, Bertram Vere Dean, născut la 21 mai 1910. Millvina Dean nu s-a măritat niciodată și nu a avut copii. Tatăl ei a murit pe vasul Titanic.

## Decesul
A murit pe 31 mai 2009, în vila Ashurst, Hampshire, din Anglia, la vârsta de 97 de ani, în urma unei pneumonii.